# Menestra riojana
La menestra riojana es un preparación culinaria de verduras típica de la cocina riojana. Se elabora con todas las hortalizas típicas de los cultivos existentes de la huerta riojana. Es tradicional en este plato que cada verduras se cueza por separado con el objeto de integrar los sabores al ser emplatado. Las verduras más habituales en su preparación suelen ser: alcachofas, judías verdes, acelgas, coliflor, espárragos (generalmente naturales), guisantes, y zanahoria. Es costumbre ser servida con unos picatostes y decorada con huevo duro. 
El plato se sirve caliente, generalmente en cazuela de barro. Puede ser servido como primer plato, o puede ser un acompañamiento de otro, generalmente de carne o pescado.